# Quibrote-Hataavá
Quibrote-Hataavá é um local citado na Bíblia (Números: 11:31-35; 33:16), local onde o povo de Israel, após ter saído do deserto do Sinai e depois de ter sido alimentado com cordonizes, foi castigado pelo Senhor com uma epidemia, que feriu muita gente, estima-se 600 mil (Números: 11:21).